# 滇黔金腰
滇黔金腰（学名：Chrysosplenium cavaleriei）为虎耳草科金腰属下的一个种。

## 扩展阅读
- 維基物種上的相關：滇黔金腰